# 한난구

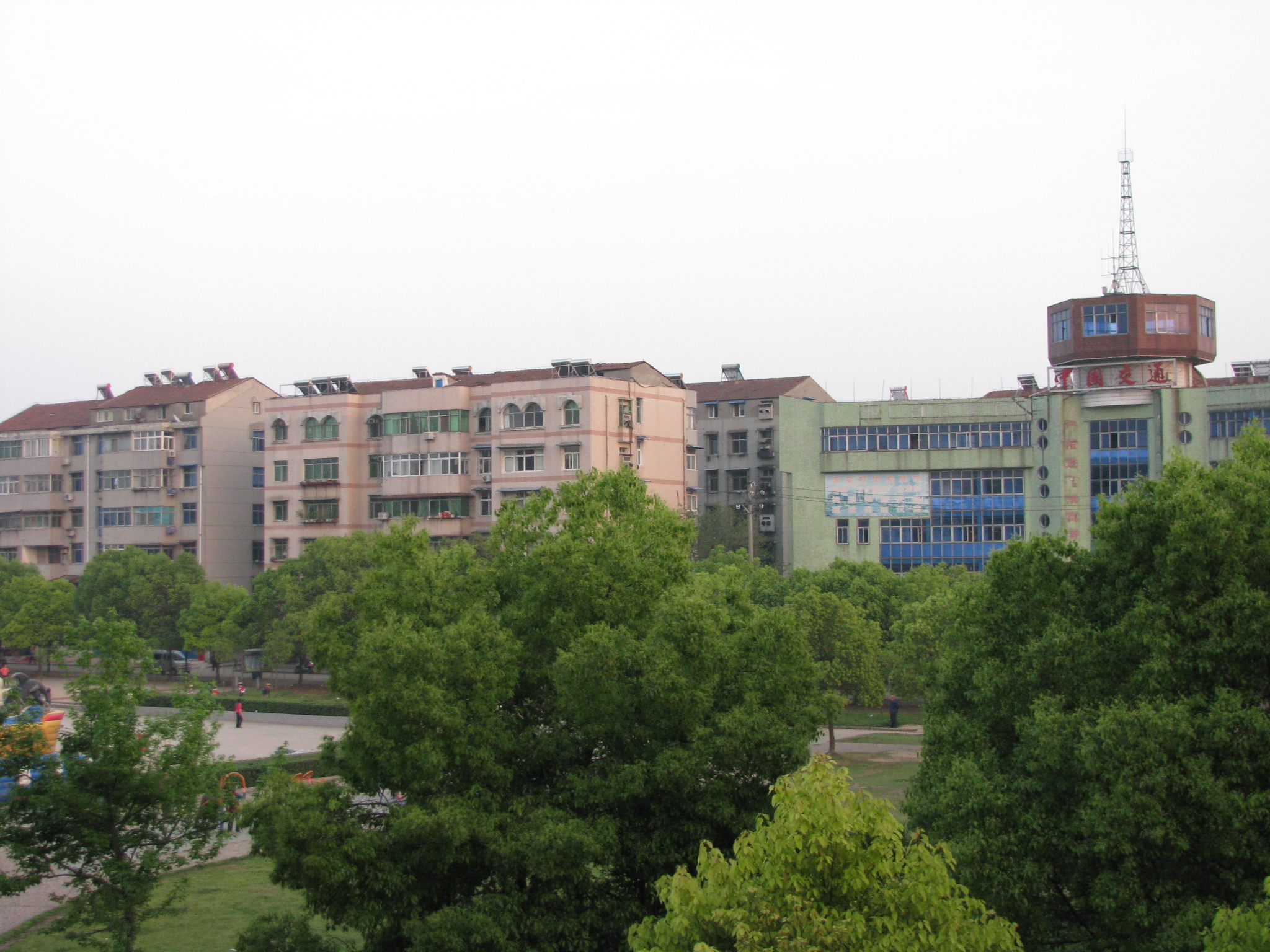

한난구(한국어: 한남구, 중국어: 汉南区, 병음: Hànnán Qū)는 중화인민공화국 후베이성 우한시의 현급 행정구역이다. 넓이는 480km2이고, 454,970 명이다.
무한 경제개발구(武汉经济技术开发区)로 불린다

## 행정 구역
7개 가도를 관할한다.

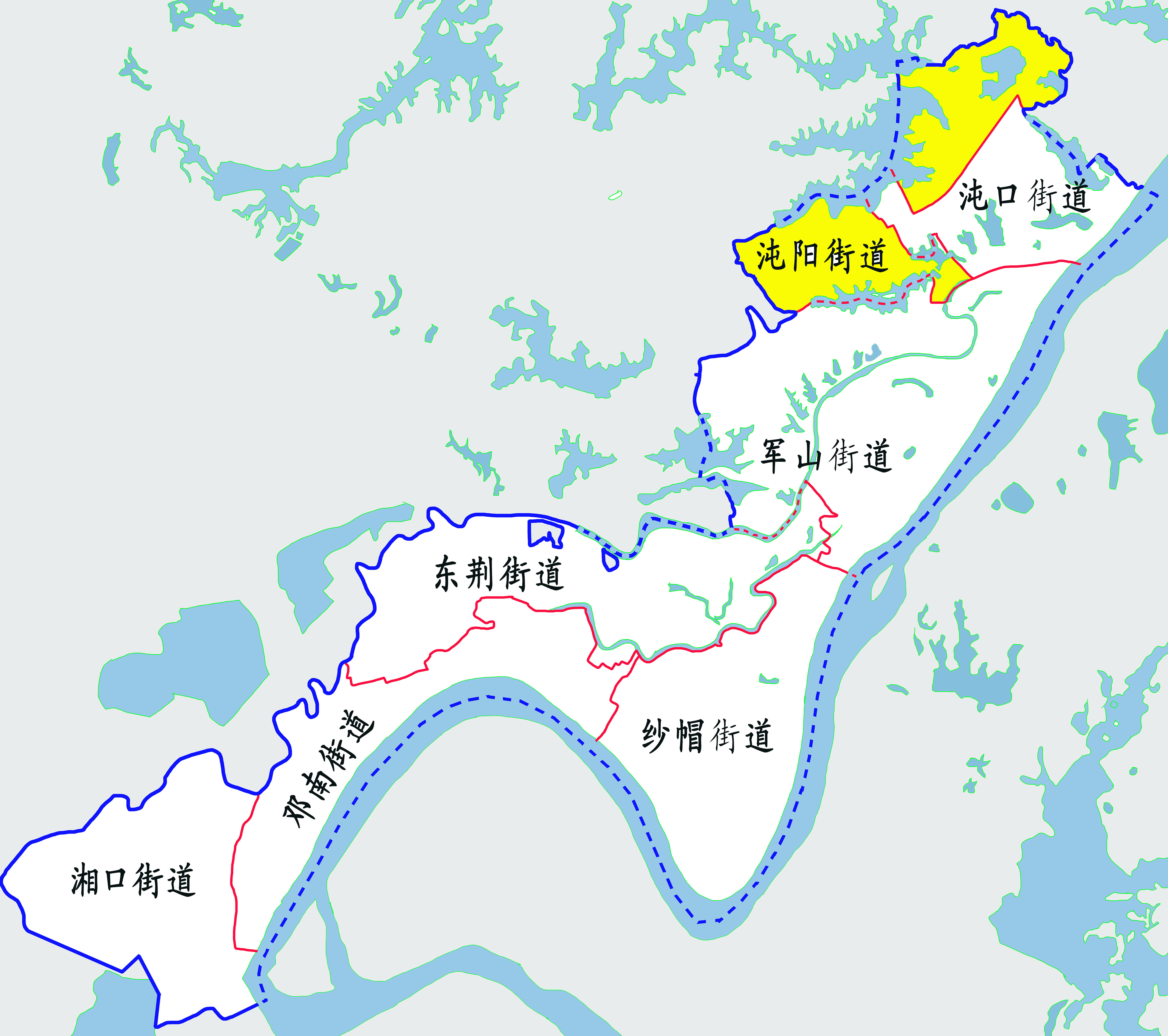
한난구 행정구역

- 가도: 纱帽街道, 东荆街道, 湘口街道, 邓南街道,沌阳街道,沌口街道,军山街道